# Capote (cráter)
Capote es un cráter de impacto de 88 km de diámetro del planeta Mercurio. Debe su nombre al escritor estadounidense Truman Capote (1924-1984), y su nombre fue aprobado por la  Unión Astronómica Internacional en 2013.